# Taimuraz Friev
Taimuraz Friev Naszkidajeva (oroszul: Таймураз Русланович Фриев) (Vlagyikavkaz, 1986. szeptember 15. –) orosz születésű, 2013-tól spanyol színekben induló szabadfogású birkózó.  A 2018-as birkózó-világbajnokságon bronzérmet nyert a 86 kg-os súlycsoportban, szabadfogásban. A 2015-ös Mediterrán Bajnokságon szabadfogásban a 86 kg-os súlycsoportban aranyérmet szerzett. A 2018-as Mediterrán Játékokon bronzérmet szerzett 86 kg-os súlycsoportban, szabadfogásban.

## Sportpályafutása
A 2018-as birkózó-világbajnokságon a 86 kg-osok súlycsoportjában megrendezett bronzmérkőzés során a dél-koreai Kim Gwanuk volt ellenfele. A párharcot az orosz származású spanyol színekben induló versenyző 7–2-re nyerte.